# Reial Club Deportiu Espanyol B
El Reial Club Deportiu Espanyol B és el club de futbol filial del Reial Club Deportiu Espanyol de Barcelona. Actualment és el campió de la Lliga de Tercera divisió, al grup 5.

## Història
L'any 1981 es fundà a Santa Cristina d'Aro el Futbol Club Cristinenc. El club tingué una ràpida progressió arribant fins a Tercera Divisió. Paral·lelament es convertí en club vinculat a l'Espanyol, posteriorment canvià el seu nom per Cristinenc-Espanyol i el 1994 passà definitivament a ser Reial Club Deportiu Espanyol B, filial blanc-i-blau, absorbint, definitivament, els drets del club original.

## Palmarès
- 1 cop subcampió de 2a Divisió B
- 2 cops campió de Tercera Divisió
- 2 cops subcampió de Tercera Divisió

## Dades del club en Segona Divisió B
- Temporades en Segona Divisió B: 19.
- Partits en Segona Divisió B: 686 aconseguint 931 punts.
- Victòries: 245, a casa 158 i fora 87.
- Empats: 196, a casa 97 i fora 99.
- Derrotes: 245, a casa 88 i fora 157.
- Gols a favor: 891, a casa 534 i fora 357.
- Gols en contra: 808, a casa 356 i fora 452.
- Lloc històric en Segona Divisió B: 38º.
- Promocions d'ascens a Segona Divisió disputades: 3, amb cap ascens.

| Torneig            | Partits jugats | Victòries | Empats | Derrotes | Gols a favor | Gols en contra |
| ------------------ | -------------- | --------- | ------ | -------- | ------------ | -------------- |
| Fase d'ascens a 2ª | 18             | 3         | 2      | 13       | 16           | 26             |

- Promocions per la permanència en Segona Divisió B disputades: 1, sense aconseguir la permanència en 2009-10 davant el CD Guijuelo per un global de 2-3.
- Lloc repetit més vegades: 8è i 11è. en tres ocasions.
- Temporada amb més punts: 1997-98 i 2001-02 amb 67.
- Temporada amb menys punts: 2007-08 amb 39.
- Temporada amb més victòries: 2000-01 i 2001-02 amb 19.
- Temporada amb menys victòries: 2007-08 i 2009-10 amb 8.
- Temporada amb més empats: 2009-10 amb 17.
- Temporada amb menys empats: 2003-04 amb 6.
- Temporada amb més derrotes: 1998-99 i 2003-04 amb 19.
- Temporada amb menys derrotes: 1997-98 amb 7.
- Temporada amb més gols a favor: 2001-02 amb 63.
- Temporada amb menys gols a favor: 2009-10 amb 38.
- Temporada amb més gols en contra: 1998-99 amb 60.
- Temporada amb menys gols en contra: 1997-98 amb 33.
- Majors golejades a favor en Lliga:
  - A casa: RCD Espanyol "B" 8 - FC Andorra 0 (5 d'abril de 1998), RCD Espanyol "B" 6 - CE Premià 0 (11 de febrer de 2001), RCD Espanyol "B" 6 - CD Alfaro 0 (28 d'abril de 2002), RCD Espanyol "B" 6 - CE Sabadell 1 (14 d'octubre de 2001), RCD Espanyol "B" 5 - CF Gandia 0 (8 de desembre de 1996) i RCD Espanyol "B" 5 - Reial Saragossa B 0 (27 de setembre de 2014)
  - Fos: Real Club Deportivo de La Coruña B 1 - RCD Espanyol "B" 5 (21 de juny de 1998 en la fase d'ascens a 2a), UD Gáldar 0 - RCD Espanyol "B" 4 (15 de març de 1998), Cartagonova FC 0 - RCD Espanyol "B" 4 (29 d'octubre de 2000), CF Gavà 0 - RCD Espanyol "B" 4 (1 de maig de 2003), Terrassa FC 0 - RCD Espanyol "B" 4 (28 de febrer de 2010) i UD Logroñés 0 - RCD Espanyol "B" 4 (2 de maig de 2010)
- Majors golejades en contra en Lliga:
  - A casa: RCD Espanyol "B" 0 - Cartagonova FC 4 (17 de gener de 1999) i RCD Espanyol "B" 0 - CE Alcoià 4 (21 de desembre de 2013)
  - Fos: Terrassa FC 6 - RCD Espanyol "B" 2 (25 d'octubre de 1998), la Vila Joiosa CF 4 - RCD Espanyol "B" 0 (20 d'abril de 2008) i CD Alcoià 4 - RCD Espanyol "B" 0 (16 de desembre de 2012)
- Empat amb més gols en Lliga: RCD Espanyol "B" 4 - CD Logroñés 4 (2 de desembre de 2001)
- Ratxes:
  - Guanyant: 6. A casa 9 i fora 5.
  - Invicte: 19. A casa 16 i fora 13.
  - Empatats: 4. A casa 5 i fora 4.
  - Sense guanyar: 11. A casa 7 i fora 14.
  - Perduts: 6. A casa 3 i fora 6.
  - Marcant: 13. A casa 23 i fora 10.
  - Sense marcar: 4. A casa 4 i fora 7.
  - Rebent gol: 21. A casa 12 i fora 26.
  - Imbatut: 5. 479 minuts. A casa 4 i fora 3.

## Equip
A de 3 d'agost de 2019
| N. | Pos. | Nac. | Jugador           |
| -- | ---- | --- | ----------------- |
| —  | POR  | [[Fitxer:Flag of Catalonia.svg\|23x15px\|border \|alt=Catalunya\|link=Selecció de futbol de Catalunya\|{{#if:\|]]                              | Adrián López      |
| —  | DEF  | [[Fitxer:Flag of the Valencian Community (2x3).svg\|23x15px\|border \|alt=País Valencià\|link=Selecció de futbol del País Valencià\|{{#if:\|]] | Álex Salto        |
| —  | DEF  | [[Fitxer:Flag of Russia.svg\|23x15px\|border \|alt=Rússia\|link=Selecció de futbol de Rússia\|{{#if:\|]]                                       | Roman Tugarinov   |
| —  | DEF  | [[Fitxer:Flag of Spain.svg\|23x15px\|border \|alt=Espanya\|link=Selecció de futbol d'Espanya\|{{#if:\|]]                                       | Iago Indias       |
| —  | DEF  | [[Fitxer:Flag of Catalonia.svg\|23x15px\|border \|alt=Catalunya\|link=Selecció de futbol de Catalunya\|{{#if:\|]]                              | Ricard Pujol      |
| —  | DEF  | [[Fitxer:Flag of Catalonia.svg\|23x15px\|border \|alt=Catalunya\|link=Selecció de futbol de Catalunya\|{{#if:\|]]                              | Nil Jiménez       |
| —  | DEF  | [[Fitxer:Flag of Catalonia.svg\|23x15px\|border \|alt=Catalunya\|link=Selecció de futbol de Catalunya\|{{#if:\|]]                              | Guillem Corominas |
| —  | DEF  | [[Fitxer:Flag of Catalonia.svg\|23x15px\|border \|alt=Catalunya\|link=Selecció de futbol de Catalunya\|{{#if:\|]]                              | Carles Soria      |
| —  | DEF  | [[Fitxer:Flag of Catalonia.svg\|23x15px\|border \|alt=Catalunya\|link=Selecció de futbol de Catalunya\|{{#if:\|]]                              | Víctor Gómez      |
| —  | MIG  | [[Fitxer:Flag of Spain.svg\|23x15px\|border \|alt=Espanya\|link=Selecció de futbol d'Espanya\|{{#if:\|]]                                       | Dami              |
| —  | MIG  | [[Fitxer:Flag of Catalonia.svg\|23x15px\|border \|alt=Catalunya\|link=Selecció de futbol de Catalunya\|{{#if:\|]]                              | Marc Manchón      |
| —  | MIG  | [[Fitxer:Flag of Catalonia.svg\|23x15px\|border \|alt=Catalunya\|link=Selecció de futbol de Catalunya\|{{#if:\|]]                              | Óscar Coll        |
| —  | MIG  | [[Fitxer:Flag of Catalonia.svg\|23x15px\|border \|alt=Catalunya\|link=Selecció de futbol de Catalunya\|{{#if:\|]]                              | Iván Gil          |
| —  | MIG  | [[Fitxer:Flag of Colombia.svg\|23x15px\|border \|alt=Colòmbia\|link=Selecció de futbol de Colòmbia\|{{#if:\|]]                                 | Josimar Quintero  |

| N. | Pos. | Nac. | Jugador           |
| -- | ---- | --- | ----------------- |
| —  | MIG  | [[Fitxer:Flag of Catalonia.svg\|23x15px\|border \|alt=Catalunya\|link=Selecció de futbol de Catalunya\|{{#if:\|]]                                       | Nico Ribaudo      |
| —  | DAV  | [[Fitxer:Flag of Spain.svg\|23x15px\|border \|alt=Espanya\|link=Selecció de futbol d'Espanya\|{{#if:\|]]                                                | Alberto Fernández |
| —  | DAV  | [[Fitxer:Flag of Spain.svg\|23x15px\|border \|alt=Espanya\|link=Selecció de futbol d'Espanya\|{{#if:\|]]                                                | Ángel Sánchez     |
| —  | DAV  | [[Fitxer:Flag of Catalonia.svg\|23x15px\|border \|alt=Catalunya\|link=Selecció de futbol de Catalunya\|{{#if:\|]]                                       | Ferran Brugué     |
| —  | DAV  | [[Fitxer:Flag of the People's Republic of China.svg\|23x15px\|border \|alt=República Popular de la Xina\|link=Selecció de futbol de la Xina\|{{#if:\|]] | Aokai             |
| —  | DAV  | [[Fitxer:Flag of Catalonia.svg\|23x15px\|border \|alt=Catalunya\|link=Selecció de futbol de Catalunya\|{{#if:\|]]                                       | Ferrán Jutglà     |
| —  | DAV  | [[Fitxer:Flag of Morocco.svg\|23x15px\|border \|alt=Marroc\|link=Selecció de futbol del Marroc\|{{#if:\|]]                                              | Moha              |
| —  | DAV  | [[Fitxer:Flag of Catalonia.svg\|23x15px\|border \|alt=Catalunya\|link=Selecció de futbol de Catalunya\|{{#if:\|]]                                       | Dani Ribelles     |
| —  | DAV  | [[Fitxer:Flag of Catalonia.svg\|23x15px\|border \|alt=Catalunya\|link=Selecció de futbol de Catalunya\|{{#if:\|]]                                       | Carlos Gilbert    |
| —  | DAV  | [[Fitxer:Flag of Catalonia.svg\|23x15px\|border \|alt=Catalunya\|link=Selecció de futbol de Catalunya\|{{#if:\|]]                                       | Max Marcet        |
| —  | DAV  | [[Fitxer:Flag of Catalonia.svg\|23x15px\|border \|alt=Catalunya\|link=Selecció de futbol de Catalunya\|{{#if:\|]]                                       | Pau Salvans       |
| —  | DAV  | [[Fitxer:Flag of Catalonia.svg\|23x15px\|border \|alt=Catalunya\|link=Selecció de futbol de Catalunya\|{{#if:\|]]                                       | Óscar Gómez       |
| —  | DAV  | [[Fitxer:Flag of Catalonia.svg\|23x15px\|border \|alt=Catalunya\|link=Selecció de futbol de Catalunya\|{{#if:\|]]                                       | Pau Martínez      |